# Formation de Bayin-Gobi
La formation de Bayin-Gobi (ou de Bayangobi, ou encore Bayingebi), est une formation géologique qui affleure dans la région autonome de Mongolie-Intérieure en Chine.
Cette formation du bassin de Yin-E est datée du Crétacé inférieur, peu précisément entre le Barrémien et l'Albien, soit il y a environ entre 125,77 et 100,5 millions d'années.
Elle est connue pour ses fossiles de vertébrés et, en particulier, ses restes de dinosaures.

## Lithostratigraphie
La formation de Bayin-Gobi repose sur le socle métamorphique permien, et est surmontée par la formation de Suhongtu datée également du Crétacé inférieur.

## Paléofaune de vertébrés
- Alxasaurus elesitaiensis[2] ;
- Bannykus wulatensis[3] ;
- Sauropoda indéterminé[1] ;
- Psittacosaurus sp.[1] ;
- Penelopognathus weishampeli[4] ;
- Bayannurosaurus perfectus[5].

|                             |
| Vue d'artiste d'Alxasaurus. |

|                                                                               |
| Vue d'artiste de Bannykus wulatensis et comparaison de taille avec un humain. |

|                                    |
| Vue d’artiste d'un Psittacosaurus. |